# Cornelis Giles
Pour les articles homonymes, voir Giles.
Cornelis Giles (en hollandais : Cornelis Cornelisz. Gielis), né à Le Helder vers 1675 et mort en mer le 2 juillet 1722, est un navigateur et cartographe néerlandais.

## Biographie
Baleinier, accompagné du capitaine Outger Rep, il voyage en 1707 au nord de Nordaustlandet au Svalbard et parvient à atteindre un degré plus au nord de Sjuoyane sans rencontrer de glace. Il continue alors sa route vers l'est dans une mer libre et aperçoit une haute terre inconnue par 80° N, la Terre de Gillis.  qui ne sera plus revue jusqu’en 1876 et sera même considérée mythique.
Mort en mer le 2 juillet 1722, il est inhumé à Le Helder le 19 août 1722.
Le Gilessundet, bras de mer au Svalbard, a été nommé en son honneur.